# Morne à Louis
Morne à Louis är ett berg i Guadeloupe (Frankrike). Det ligger i den västra delen av Guadeloupe, 21 km norr om huvudstaden Basse-Terre. Toppen på Morne à Louis är 738 meter över havet, eller 185 meter över den omgivande terrängen. Bredden vid basen är 1,3 km. Morne à Louis ingår i Les Mamelles.
Terrängen runt Morne à Louis är huvudsakligen kuperad, men åt sydväst är den platt. Havet är nära Morne à Louis åt sydväst. Runt Morne à Louis är det ganska tätbefolkat, med 155 invånare per kvadratkilometer. Närmaste större samhälle är Baie-Mahault, 19,7 km nordost om Morne à Louis. I omgivningarna runt Morne à Louis växer i huvudsak städsegrön lövskog.